# Сарагосский собор (691)
Сарагосский собор (691) — этот поместный собор был проведен во время правления вестготского короля Эгики, в ноябре 691 года, в Сарагосе, на северо-востоке Испании, при епископе местной архиепархии Вальдереде. На соборе были приняты пять канонов, в том числе следующие.
1. Был установлен запрет для епископов на освящение храмов кроме как в воскресенья.
2. Епископы должны каждый год консультироваться о времени празднования Пасхи.
5. Королевам в случае смерти их мужей предписано немедленно принимать постриг, чтобы они не могли подвергаться оскорблениям при жизни в миру.